# Rey "PJ" Abellana
Reynante Razon Abellana (Davao m 2 de Setembro de 1962) é um ator filipino da IBC 13

## Filmografia

### Cinema
- The Punks (1984)
- Sa Ngalan Ng Anak (1984)
- Silakbo (1995)
- Uubusin Ko Ang Bala Sa Katawan Mo (2001)
- Bad Romance (2013)
- The Replacement Bride (2014)
- Maria Labo (2015)
- The Achy Breaky Hearts (2016)

### Televisão
- Idol with Rey Abellana (1978-1980)
- Anna Liza (1980-1986)
- Newsday (1981-1982)
- The World Report (1982-1986)
- GMA Supershow (1983-1986)
- Miranova (1994-1995)
- Dahil Sa Pag-ibig (2012)
- Bukas Na Lang Kita Mamahalin (2013)
- More Than Words (2014)
- Dangwa (2015)
- Because of You (2015-2016)